# FBI Ten Most Wanted Fugitives

Federal Bureau of Investigation

Die FBI Ten Most Wanted Fugitives (englisch für ‚Die zehn vom FBI meistgesuchten Flüchtigen‘) ist eine von mehreren Fahndungslisten der US-Bundespolizei FBI. Sie dient dazu, die Öffentlichkeit auf die laufende Fahndung nach intensiv gesuchten (mutmaßlichen) Kriminellen aufmerksam zu machen.
Die FBI Ten Most Wanted Fugitives-Liste ist nicht zu verwechseln mit der FBI Most Wanted Terrorists Liste.

## Geschichte
Bereits 1930 veröffentlichte die Chicago Crime Commission eine Liste von 28 Personen, die als „Feind der Gesellschaft“ (en: „Public Enemy“) von Chicago eingestuft wurden. Dadurch erhöhte sich der Verfolgungsdruck auf die gelisteten Personen, an deren erster Stelle Al Capone stand, enorm.
Die Idee zur Schaffung der Liste bzw. des Konzepts geht auf einen Zeitschriftenartikel von 1949 zurück, in welchem James F. Donovan, ein Journalist von International News Service (später United Press International), die „zähesten Jungs“ (im Original: „toughest guys“) vorstellte, die das FBI zu dieser Zeit suchte. Die Resonanz in der Öffentlichkeit auf diesen Artikel war so gut, dass der damalige FBI-Direktor J. Edgar Hoover die Einrichtung des „Ten Most Wanted Fugitives“-Programms veranlasste. Am 14. März 1950 wurde die erste Top Ten veröffentlicht.
Seither wurde nach 523 Personen (Stand 14. März 2020) über die „Top Ten Most Wanted Fugitives“ gefahndet, darunter zehn Frauen. Insgesamt wurden 488 der aufgelisteten Personen gefasst, davon 162 nach Hinweisen aus der Bevölkerung. Die Verfahren gegen 15 Gesuchte wurden eingestellt und sie von der Fahndungsliste entfernt. Zehn Personen wurden gestrichen, da sie die „Aufnahmekriterien“ nicht mehr erfüllten. Der mutmaßliche Mörder Donald Eugene Webb stand seit 1981 auf der Liste. Er wurde am 31. März 2007 gestrichen, ohne jemals lokalisiert worden zu sein. Sein Rekord von über 25 Jahren Verweildauer auf der Liste wurde von Víctor Manuel Gerena im Jahr 2010 überboten: Er war vom 14. Mai 1984 bis 15. Dezember 2016 über 32 Jahre aufgeführt.
Die Reihenfolge der Flüchtigen richtet sich allein nach deren Aufnahmedatum in die Liste. Die Auswahl nehmen Beamte der Abteilungen „Criminal Investigative Division“ (CID) und „Office of Public Affairs“ vor. Vorschläge kommen dabei von den 56 lokalen FBI-Büros. Auswahlkriterium ist neben Umfang und Schweregrad der vorgeworfenen Verbrechen (sie müssen eine Bedrohung für die Gesellschaft darstellen, im Original „considered a particularly dangerous menace to society“) auch die Wahrscheinlichkeit der Erfolgssteigerung durch öffentlichen Fahndungsaufruf.
Die Bewertung, welche Verbrechen als „Bedrohung für die Gesellschaft“ gelten, änderten sich im Laufe der Zeit. In den 1950er Jahren wurden Bankräuber und Autodiebe gesucht, während der Umbrüche der 1960er Jahre rückten Linksradikale und Entführer in den Vordergrund, während seit den 1970er Jahren das organisierte Verbrechen und Terrorismus verstärkt aufgenommen wurde. Nach den Terroranschlägen vom 11. September 2001 wurde eine separate Fahndungsliste für Terroristen erstellt – die „FBI Most Wanted Terrorists“.
Seit Ende der 1980er Jahre setzt das FBI verstärkt auch auf das Fernsehen als Multiplikator für Fahndungen. Die bekannteste Sendung ist America’s Most Wanted, die bei FOX lief.
Seit dem 7. Juni 1999 befand sich der Terrorist Osama bin Laden auf der Liste. Auf Hinweise, die zu seiner Festnahme führen, wurden zunächst 25 Millionen US-Dollar ausgesetzt. Im Jahr 2007 wurde diese auf die Rekordbelohnung von 50 Millionen US-Dollar verdoppelt. Der Gesuchte wurde jedoch am 2. Mai 2011 im pakistanischen Abbottabad von Spezialeinheiten der Navy Seals getötet.
Im Mai 2023 wurde der Standardsatz für die Höhe der ausgesetzten Belohnung von 100.000 US-Dollar auf 250.000 US-Dollar erhöht.

## Aktuelle Top Ten
| Bild                 | Name                                           | Geburtsdatum                     | laufende Nummer | Auf der Liste seit | Vorwürfe | Ausgesetzte Belohnung |
| -------------------- | ---------------------------------------------- | -------------------------------- | --------------- | ------------------ | --- | --------------------- |
|                      | Bhadreshkumar Chetanbhai Patel                 | 15. Mai 1990                     | 514             | 18. Apr. 2017      | Patel wird verdächtigt, seine Frau im Jahr 2015 in einem Donut-Shop in Hanover, Maryland erschlagen zu haben. | 250.000 US-Dollar     |
|                      | Alejandro Rosales Castillo                     | 26. Nov. 1998                    | 516             | 24. Okt. 2017      | Alejandro Castillo soll 2016 Beihilfe zum Mord an einer Arbeitskollegin in North Carolina geleistet haben. | 250.000 US-Dollar     |
|                      | Yulan Adonay Archaga Carias                    | 21. Jan. 1982 oder 13. Feb. 1982 | 526             | 3. Nov. 2021       | Erpresserische Verschwörung, Verschwörung zur Einfuhr von Kokain, Besitz von Maschinengewehren, angeblicher Anführer der Mara Salvatrucha in Honduras | 5.000.000 US-Dollar   |
|                      | Ruja Ignatova                                  | 30. Mai 1980                     | 527             | 30. Juni 2022      | Ignatova wurde 2019 wegen Betruges in den USA verurteilt. Bekannt wurde sie mit dem Aufbau des Unternehmens OneCoin und der Vermarktung einer gleichnamigen Kryptowährung. Ignatova nannte sich selbst „Krypto-Queen“, OneCoin stellte sich allerdings als klassisches Schneeballsystem heraus. Ignatova ist erst die elfte Frau, die auf die Liste gesetzt wurde. | 5.000.000 US-Dollar   |
|                      | Omar Alexander Cardenas                        | 23. März 1995                    | 528             | 20. Juli 2022      | Cardenas soll im Jahr 2019 vor einem Friseursalon sechs Mal mit einer halbautomatischen Waffe in die Luft geschossen und dabei einen Mann durch Kopfschuss getötet haben; der Vorfall steht mit einer mutmaßlichen Gang-Mitgliedschaft Cardenas’ in Verbindung. | 250.000 US-Dollar     |
|                      | Wilver Villegas-Palomino                       | 21. Okt. 1981                    | 530             | 14. Apr. 2023      | Wilver Villegas-Palomino ist ein führendes Mitglied der ELN und soll in dieser Position für über 80 % des importierten Kokains verantwortlich sein. | 5.000.000 US-Dollar   |
|                      | Vitel'Homme Innocent                           | 27. März 1986                    | 532             | 15. Nov. 2023      | Vitel'Homme Innocent, ein haitianischer Staatsangehöriger und Anführer der Bande Kraze Barye, wird zum einen wegen seiner Rolle bei der Entführung von christlichen Missionaren einer US-amerikanischen Missionsgesellschaft und mehrerer Kinder durch die Bande 400 Mawozo gesucht sowie zum anderen wegen der Entführung von US-Bürgern und der Ermordung eines US-Bürgers im Zuge dieser zweiten Entführung. Die Verbrechen ereigneten sich in Port-au-Prince, Haiti. | 2.000.000 US-Dollar   |
|                      | Fausto Isidro Meza Flores                      | 19. Juni 1982                    | 533             | 4. Feb. 2025       | Fausto Isidro Meza Flores, der mutmaßliche Anführer der transnationalen kriminellen Organisation Meza-Flores, wird wegen einer Reihe von Drogendelikten gesucht. Ihm wird vorgeworfen, von 2005 bis 2019 in den Vereinigten Staaten an der Herstellung und dem Vertrieb von Kokain, Heroin, Methamphetamin und Marihuana beteiligt gewesen zu sein. | 5.000.000 US-Dollar   |
|                      | Francisco Javier Roman-Bardales (festgenommen) | 2. Dez. 1977                     | 534             | 21. Feb. 2025      | Francisco Javier Roman-Bardales wurde wegen Unterstützung und Materiallieferung an die MS-13 in den USA, Mexiko und El Salvador gesucht. Er gilt als einer der führenden Köpfe der Bande. Darüber hinaus wird ihm Verschwörung zum Drogenterrorismus, organisierter Kriminalität und Menschenschmuggel vorgeworfen. Am 17. März 2025 wurde er in Teocelo, Veracruz, Mexiko, festgenommen.                                                                                | 250.000 US-Dollar     |
|                      | Ryan James Wedding                             | 14. Sep. 1981                    | 535             | 6. März 2025       | Ryan James Wedding wird wegen des Verdachts auf die Leitung eines Drogenhandelsnetzwerks gesucht, das Hunderte Kilogramm Kokain von Kolumbien nach Kanada und in US-Bundesstaaten verschiffte. Er soll außerdem mehrere Morde zur Förderung dieser Drogenkriminalität in Auftrag gegeben haben. | 10.000.000 US-Dollar  |
| Stand: 18. März 2025 |                                                |                                  |                 |                    | |                       |

## Bekannte Personen
Einige Personen, die auf der Liste der zehn meistgesuchten Flüchtigen gestanden haben, sind auch über die Vereinigten Staaten hinaus bekannt geworden. Dazu zählen beispielsweise John Dillinger, Warren Jeffs, Brian Gene Nichols, Angela Davis, James Earl Ray, Christopher Wilder, Jesse James Hollywood, James J. Bulger und Osama bin Laden.